# 翟國 (北狄)
翟國，又稱狄國，為赤狄建立的國家，曾經附屬於周朝、晉國與秦國，後被晉國消滅。

## 歷史
翟國為赤狄國家之一，位於晉國北方，臨近屈。
在晉悼公時，晉國採用魏絳政策，與戎翟聯合，翟國與晉國成為合作夥伴。晉文公重耳在逃亡時，曾經到過這個國家，晉國追擊重耳時，曾與翟國發生戰爭。後為晉國所滅。
韋昭記載此國為隗姓，鄭樵《通志》記載此國為祁姓，黃帝之後。後世翟姓為其後代。